# Leitersburg, Maryland
Leitersburg, Maryland (енгл. Leitersburg) насељено је место без административног статуса у америчкој савезној држави Мериленд.

## Демографија
По попису из 2010. године број становника је 573, што је 50 (9,6%) становника више него 2000. године.
| Група             | 2000.       | 2010.       |
| Белци             | 503 (96,2%) | 553 (96,5%) |
| Афроамериканци    | 5 (1,0%)    | 6 (1,0%)    |
| Азијати           | 1 (0,2%)    | 5 (0,9%)    |
| Хиспаноамериканци | 9 (1,7%)    | 3 (0,5%)    |
| Укупно            | 523         | 573         |